# Néohexène
Le néohexène, ou 3,3-diméthylbutène, est un hydrocarbure aliphatique insaturé de formule chimique (CH3)3CCH=CH2. Il s'agit d'un liquide inodore et incolore pratiquement insoluble dans l'eau.
Le néohexène peut être obtenu par métathèse des alcènes à partir de diisobutylène (CH3)3CCH=C(CH3)2 avec l'éthylène CH2=CH2 en donnant également de l'isobutylène CH2=C(CH3)2 :
Il est utilisé dans la fabrication de parfums — senteur de musc,, par réaction avec le p-cymène. Il est également utilisé dans la production de terbinafine ainsi que comme accepteur d'hydrogène dans l'étude de l'activation de liaison C-H.